# Delavalia longifurca
Delavalia longifurca is een eenoogkreeftjessoort uit de familie van de Miraciidae. De wetenschappelijke naam van de soort is voor het eerst geldig gepubliceerd in 1934 door Sewell.